# Volby do Národního shromáždění Francouzské republiky 2007
Volby do Národního shromáždění Francouzské republiky 2007 se konaly 10. a 17. června 2007.

## Výsledky

### Výsledky podle stran
| Politická strana              | Politická strana                                                          | Politická strana              | 1. kolo     | 1. kolo   | 2. kolo     | 2. kolo   | Mandáty |
| Politická strana              | Politická strana                                                          | Politická strana              | Počet hlasů | Hlasy v % | Počet hlasů | Hlasy v % | Mandáty |
| ----------------------------- | ------------------------------------------------------------------------- | ----------------------------- | ----------- | --------- | ----------- | --------- | ------- |
|                               | Unie pro lidové hnutí, Union pour un mouvement populaire                  | UMP                           | 10 289 028  | 39,54%    | 9 463 408   | 46,37%    | 313     |
|                               | Nový střed, Nouveau Centre                                                | NC                            | 616 443     | 2,37%     | 432 921     | 2,12%     | 22      |
|                               | Pravicoví nestraníci, tzv. Divers droite                                  | DVD                           | 641 600     | 2,47%     | 238 585     | 1,17%     | 9       |
|                               | Hnutí pro Francii, Mouvement pour la France                               | MPF                           | 312 587     | 1,20%     | -           | -         | 1       |
| Prezidentská většina(pravice) | Prezidentská většina(pravice)                                             | Prezidentská většina(pravice) | 11 860 600  | 45,58%    | 10 132 355  | 49,65%    | 345     |
|                               | Socialistická strana, Parti socialiste                                    | PS                            | 6 436 136   | 24,73%    | 8 622 529   | 42,25%    | 186     |
|                               | Francouzská komunistická strana, Parti communiste français                | PCF                           | 1 115 719   | 4,29%     | 464 739     | 2,28%     | 15      |
|                               | Levicoví nestraníci, tzv. Divers gauche                                   | DVG                           | 513 457     | 1,97%     | 503 674     | 2,47%     | 15      |
|                               | Levicová radikální strana, Parti radical de gauche                        | PRG                           | 343 580     | 1,31%     | 333 189     | 1,63%     | 7       |
|                               | Zelení, Les Verts                                                         | VEC                           | 845 884     | 3,25%     | 90 975      | 0,45%     | 4       |
| Jednotná levice"              | Jednotná levice"                                                          | Jednotná levice"              | 9 255 132   | 35,56%    | 10 017 325  | 49,10%    | 227     |
|                               | Demokratické hnutí, Mouvement démocrate                                   | MoDem                         | 1 981 121   | 7,61%     | 100 106     | 0,49%     | 3       |
|                               | Regionalisté a separatisté                                                |                               | 131 585     | 0,51%     | 106 459     | 0,52%     | 1       |
|                               | Nestraníci                                                                |                               | 267 987     | 1,03%     | 33 068      | 0,16%     | 1       |
|                               | Národní fronta, Front national                                            | FN                            | 1 116 005   | 4,29%     | 17 107      | 0,08%     | 0       |
|                               | Krajní levice, Ligue communiste révolutionnaire & Lutte ouvrière          | ExG                           | 887         | 3,41%     | -           | -         | 0       |
|                               | Lov, rybolov, příroda a tradice Chasse, pêche, nature et traditions       | CPNT                          | 213 448     | 0,82%     | -           | -         | 0       |
|                               | Ostatní ekologisté, Génération écologie, Mouvement Ecologiste Indépendant |                               | 213 448     | 0,82%     | -           | -         | 0       |
|                               | Národně republikánské hnutí, Mouvement national républicain               | EXD                           | 208 465     | 0,80%     | -           | -         | 0       |
| Celkem                        | Celkem                                                                    | Celkem                        | 26 023 052  | 100,00%   | 21 130 346  | 100,00%   | 577     |

#### Podrobné výsledky
Znázornění získaných mandátů po druhém kole

### Výsledky podle politických táborů

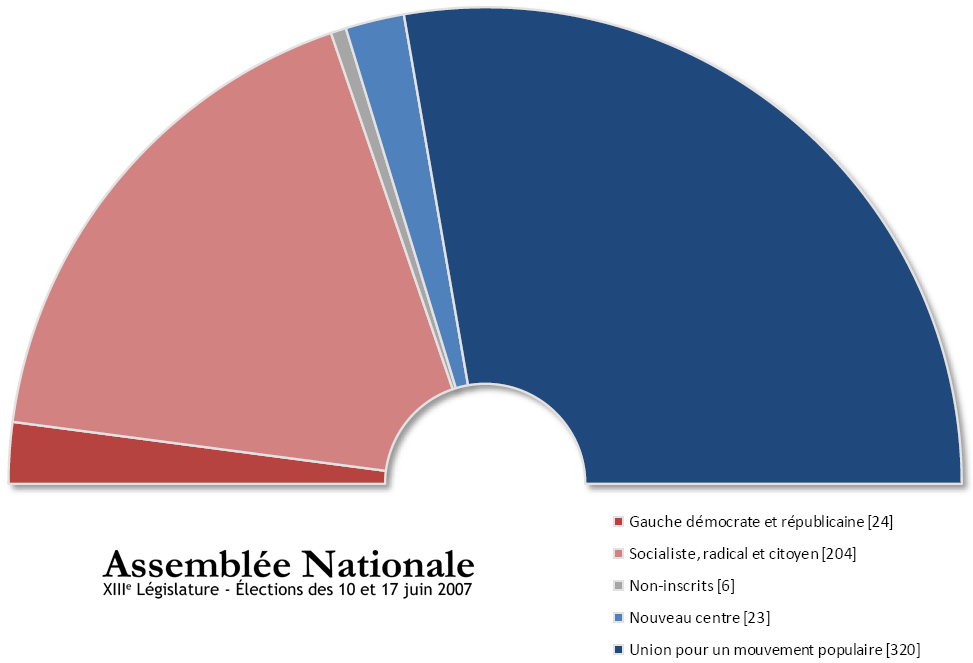
Grafické znázornění Národního shromážděn podle poslaneckých klubů

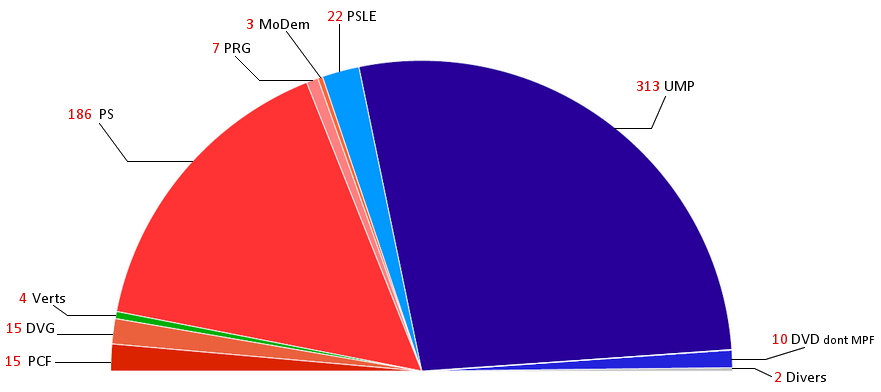
Národní shromáždění podle politických stran

| Politický tábor                         | Strany                | Mandáty | %       |
| --------------------------------------- | --------------------- | ------- | ------- |
| Prezidentská většina Nicolase Sarkozyho | UMP, NC, DVD, MPF     | 345     | 59,79   |
| Jednotná levice                         | PS, PCF, DVG, PRG, LV | 227     | 39,34   |
| ostatní                                 | MoDem, sep., nez.     | 5       | 0,86    |
|                                         |                       | 577     | 100,00% |

### Poslanecké kluby
| Poslanecký klub                          | Strany                    | Poslanci |
| ---------------------------------------- | ------------------------- | -------- |
| Klub UMP                                 | UMP, nez. pravice         | 320      |
| Socialistický, radikální a občanský klub | PS, PRG, MRC, nez. levice | 204      |
| Demokratická a republikánská levice      | PCF, LV, MIM, nez. levice | 24       |
| Nový střed - prezidentská většina        | NC, nez. pravice          | 23       |
| nezapsaní                                | MoDem, MPF, DLR           | 6        |
|                                          |                           | 577      |